# Declaració d'Independència (John Trumbull)
La Declaració d'Independència de John Trumbull és una pintura d'oli sobre tela de 3,7 per 5,5 m a la Rotonda del Capitoli dels Estats Units que descriu la presentació de l'esborrany de la Declaració d'Independència al Congrés. Es va basar en una versió molt més petita de la mateixa escena, actualment conservada per la Galeria d'Art de la Universitat Yale.
Trumbull va pintar moltes de les figures de la imatge en vida i va visitar l'Independence Hall per tal de descriure la cambra on es reuní el Segon Congrés Continental. L'oli sobre tela va ser encarregat el 1817, adquirit el 1819 i col·locat al seu emplaçament actual el 1826.
La pintura és descrita a vegades de forma incorrecta com la signatura de la Declaració d'Independència. De fet, la pintura mostra el comitè redactor que presenta el seu esborrany de la Declaració al Congrés, un esdeveniment que va tenir lloc el 28 de juny de 1776 i no la signatura del document, que va tenir lloc més tard.
La pintura mostra 42 dels 56 signants de la Declaració; al principi, Trumbull pretenia incloure tots 56 signants, però fou incapaç d'obtenir similituds per a tots ells. També va decidir representar-hi diversos participants en el debat que no va signar el document, incloent John Dickinson, que va declinar signar-lo. Trumbull tampoc tenia cap retrat de Benjamin Harrison V per treballar-hi; com que es deia que el seu fill, Benjamin Harrison VI, s'assemblava al seu pare, el va pintar a ell. Com que la Declaració va ser debatuda i signada al llarg d'un període en el qual la composició del Congrés va canviar, els homes de la pintura mai no van estar a la mateixa habitació alhora.
Thomas Jefferson sembla que està xafant el peu de John Adams a la pintura, per la qual cosa molts pensen que simbolitza la seva relació com a enemics polítics. Tanmateix, examinant més atentament la pinturaes pot veure que els seus peus estan merament junts. Aquesta part de la imatge està correctament representada a la versió del bitllet de dos dòlars.

## Relació de les figures històriques representades a la pintura

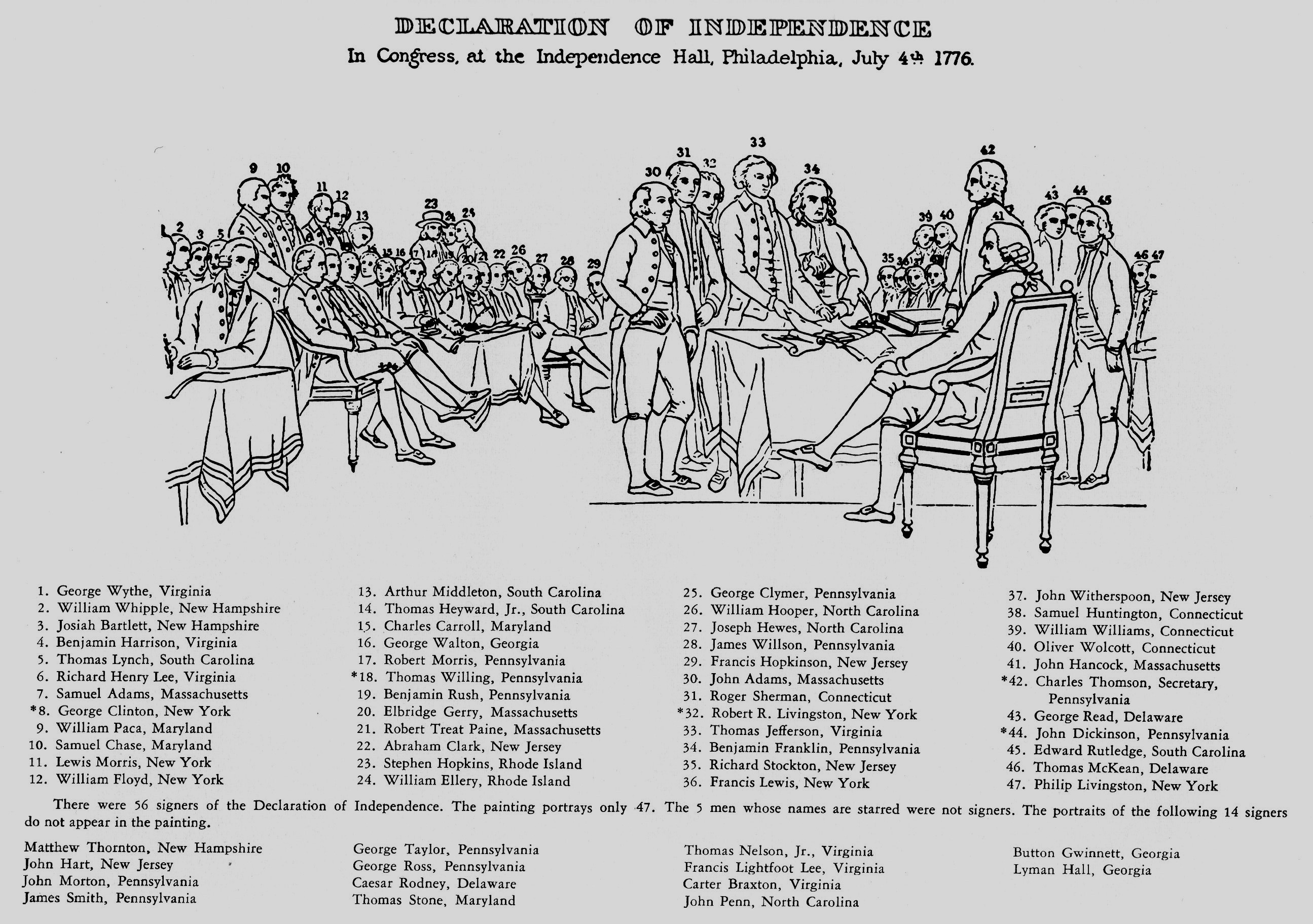
Llegenda del govern dels Estats Units de la pintura

La següent relació de les figures de la pintura segueix la numeració utilitzada per la publicació del govern dels Estats Units "l'Art del Capitoli" (vegeu la il·lustració) però proporciona una descripció diferent i més clara de la situació de cada figura a la pintura, així que els números no estan completament ordenats.

Relació de figures (a cada grup, llistades d'esquerra a dreta):
Els quatre homes asseguts a l'extrem esquerre:
- 1. George Wythe
- 2. William Whipple
- 3. Josiah Bartlett
- 5. Thomas Lich, Jr.

Assegut a la taula a l'esquerra:
- 4. Benjamin Harrison

Asseguts junts a la dreta de Harrison i davant de les figures de peu:
- 6. Richard Henry Lee
- 7. Samuel Adams
- 8. George Clinton

Les cinc figures juntes de peu a l'esquerra:
- 9. William Paca
- 10. Samuel Chase
- 11. Lewis Morris
- 12. William Floyd
- 13. Arthur Middleton

Les tres figures assegudes al fons entre els dos conjunts de figures de peu:
- 14. Thomas Heyward, Jr.
- 15. Charles Carroll
- 16. George Walton

Conjunt de tres figures de peu al fons:
- 23. Stephen Hopkins (portant un barret)
- 24. William Ellery
- 25. George Clymer

Les deu figures assegudes:
- 17. Robert Morris (primer a l'esquerra de la taula)
- 18. Thomas Willing
- 19. Benjamin Rush
- 20. Elbridge Gerry
- 21. Robert Treat Paine
- 22. Abraham Clark
- 26. William Hooper
- 27. Joseph Hewes
- 28. James Wilson
- 29. Francis Hopkinson

Les cinc figures dretes de davant:
- 30. John Adams
- 31. Roger Sherman
- 32. Robert R. Livingston
- 33. Thomas Jefferson
- 34. Benjamin Franklin

Les quatre figures del fons assegudes juntes prop de la cantonada dreta de la sala:
- 35. Richard Stockton
- 36. Francis Lewis
- 37. John Witherspoon
- 38. Samuel Huntington

Les dues figures que estan a la cantonada dreta de la sala:
- 39. William Williams
- 40. Oliver Wolcott

Les dues figures en primer pla a la taula central:
- 42. Charles Thomson (de peu)
- 41. John Hancock (assegut)

Les tres figures de peu a la dreta:
- 43. George Read
- 44. John Dickinson
- 45. Edward Rutledge

Les dues figures assegudes a l'extrem dret:
- 46. Thomas McKean
- 47. Philip Livingston

(Nota:  - No signant de la Declaració d'Independència final però representat a la pintura.)

## Signants no representats
Hi va haver 14 signants de la Declaració que no apareixen a la pintura:
- Matthew Thornton (Nou Hampshire)
- John Hart (Nova Jersey)
- John Morton (Pennsilvània)
- James Smith (Pennsilvània)
- George Taylor (Pennsilvània)
- George Ross (Pennsilvània)
- Caesar Rodney (Delaware)
- Thomas Stone (Maryland)
- Thomas Nelson, Jr. (Virgínia)
- Francis Lightfoot Lee (Virgínia)
- Carter Braxton (Virgínia)
- John Penn (Carolina del Nord)
- Button Gwinnett (Geòrgia)
- Lyman Hall (Geòrgia)

## A la moneda dels EUA

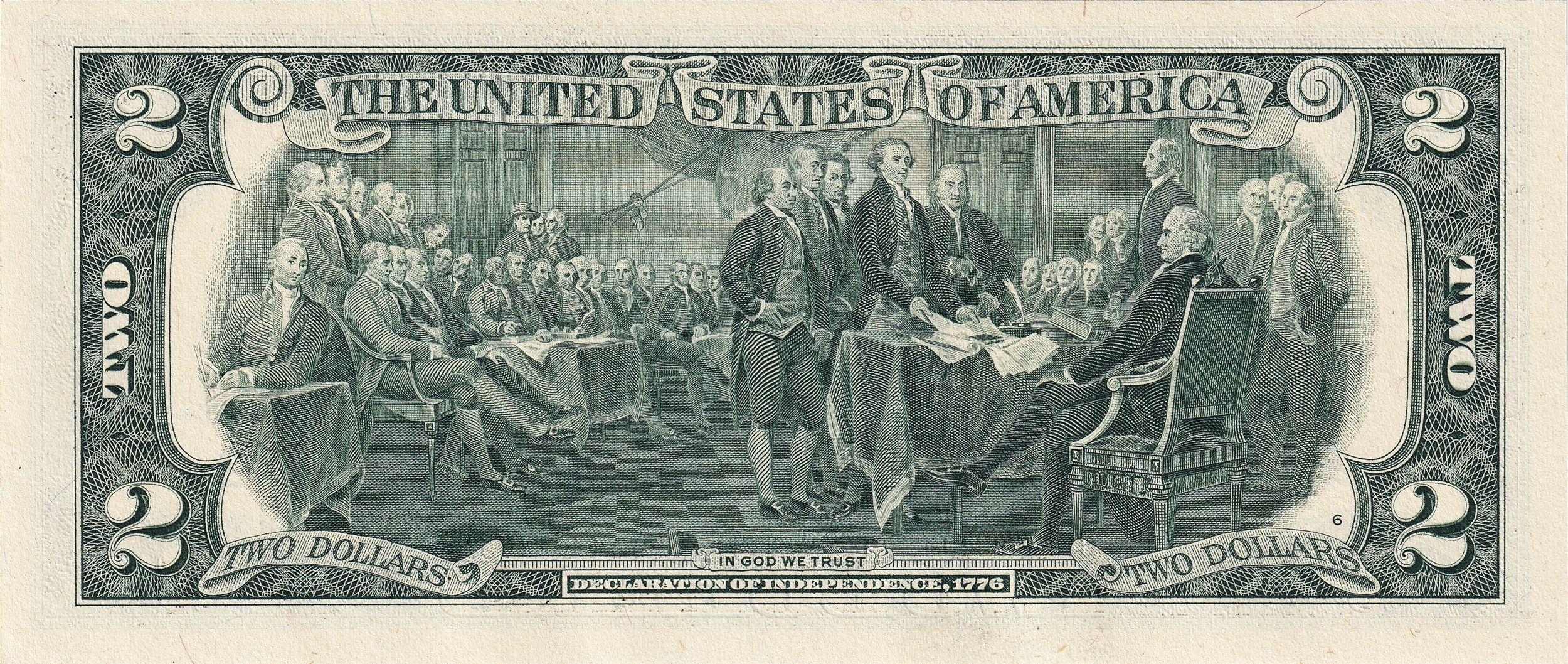
Bitllet de dos dòlars dels Estats Units (revers)